# Hradyzk
Hradyzk (en ukrainien : Градизьк) ou Gradijsk (en russe : Градижск) est une commune urbaine du raïon de Krementchouk, dans l'oblast de Poltava, en Ukraine. Sa population s'élevait à 6 059 habitants en 2021.

## Population
Recensements (*) ou estimations de la population :
| 1897* | 1959* | 1970* | 1979* | 1989* | 2001* |
| ----- | ----- | ----- | ----- | ----- | ----- |
| 9 486 | 9 298 | 9 300 | 9 180 | 9 386 | 8 506 |

| 2012  | 2013  | 2014  | 2015  | 2016  | 2017  |
| ----- | ----- | ----- | ----- | ----- | ----- |
| 6 840 | 6 697 | 6 572 | 6 474 | 6 413 | 6 412 |

| 2021  | - | - | - | - | - |
| ----- | - | - | - | - | - |
| 6 059 | - | - | - | - | - |

## Personnalité
- Sonia Delaunay (1885-1979), une artiste peintre,
- Olexandre Bilach, compositeur, y sont nées.

## En images

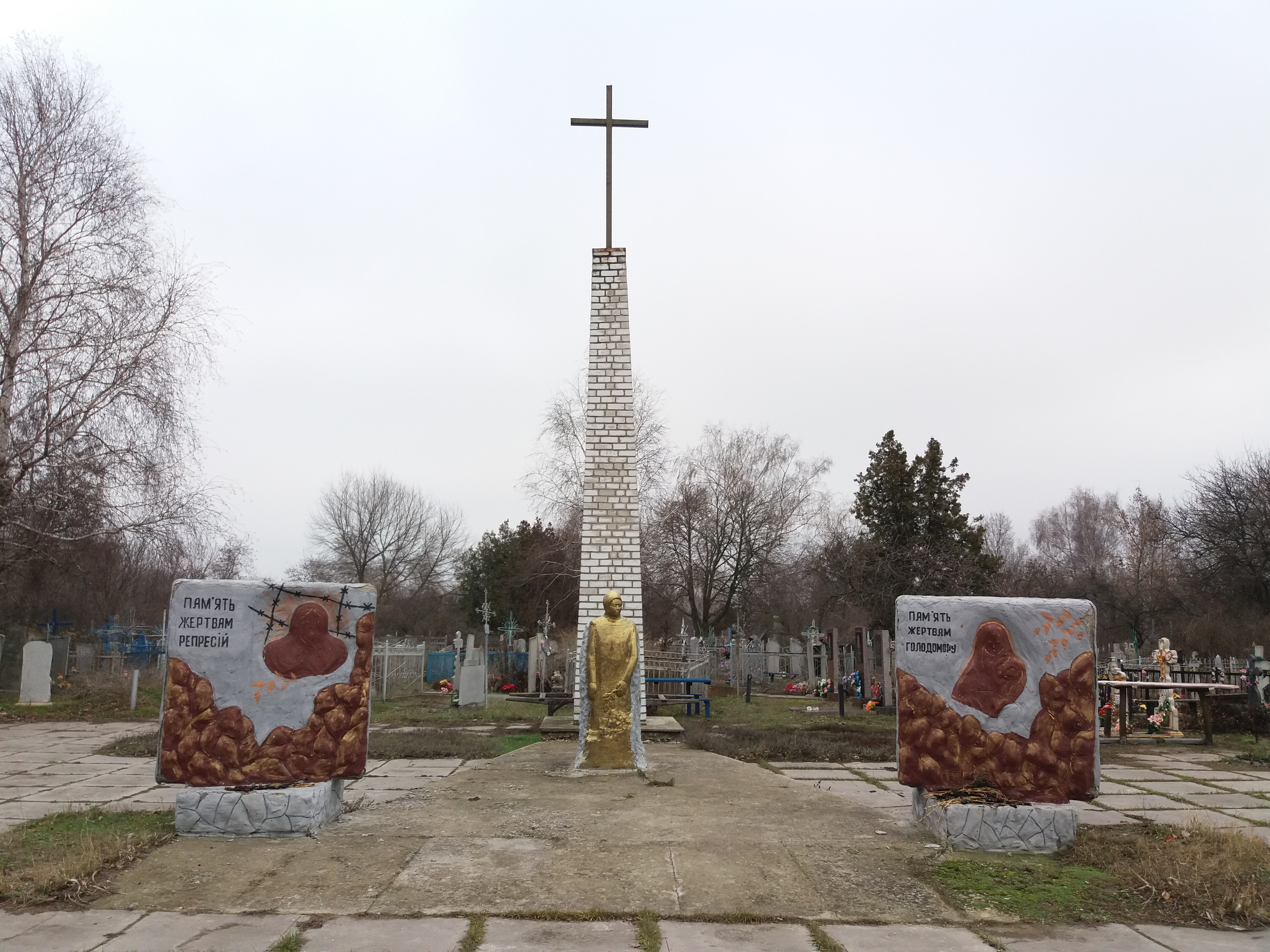
Monument de l'Holodomor, classé[3],
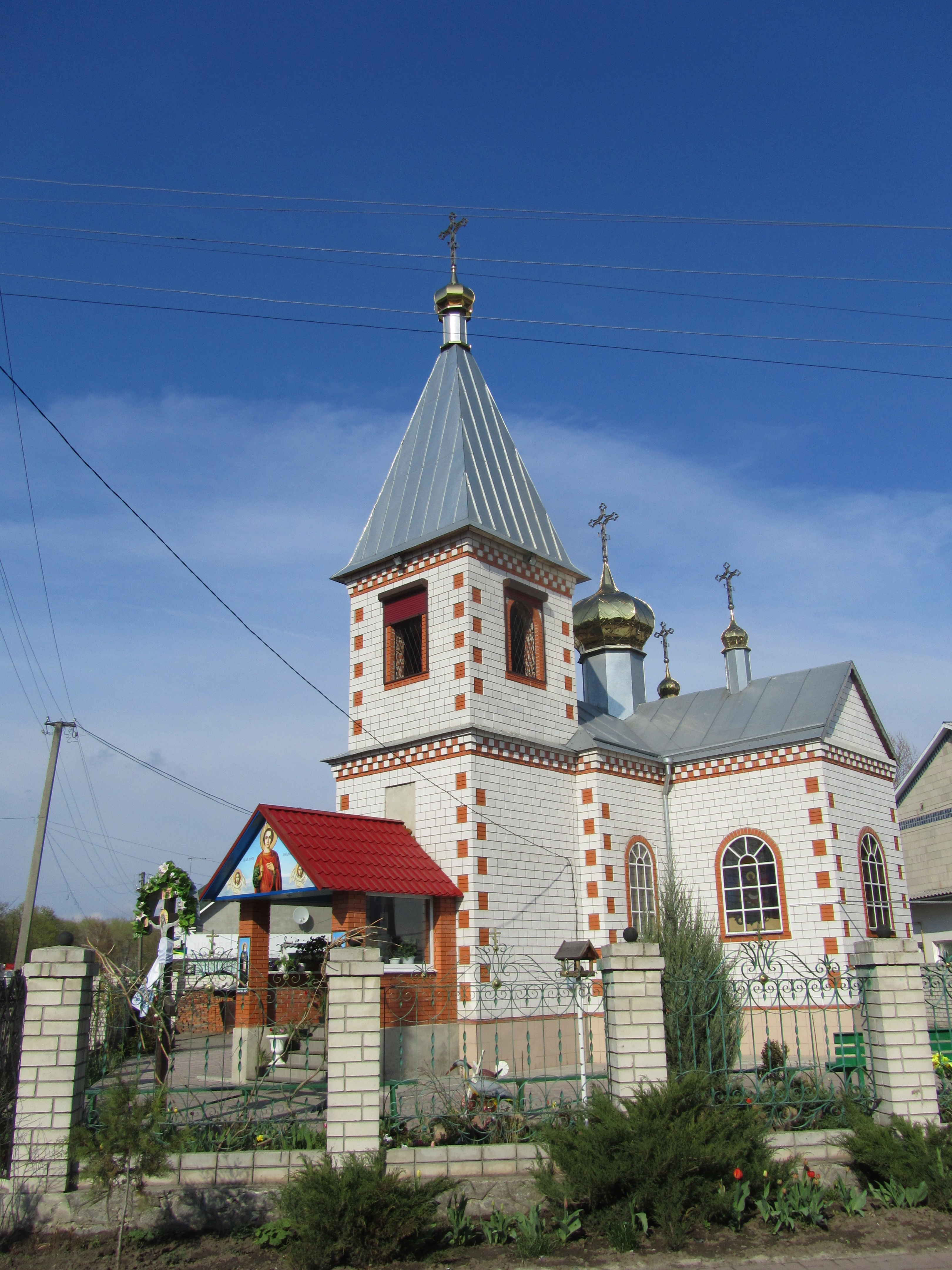
église,
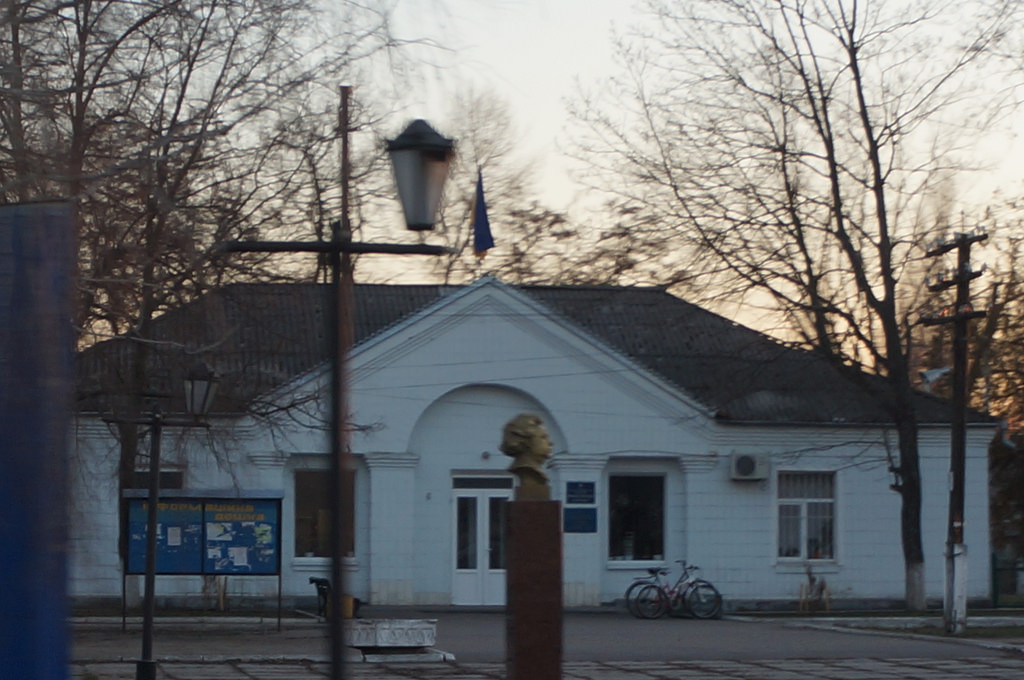
Mairie.